# Bullangus
Bullangus fue una banda de hard rock estadounidense formada en el año 1971.

## Discografía
- Bullangus (1971)
- Free For All (1972)

- Datos: Q5735437